# Cancer Biology and Therapy
Cancer Biology and Therapy, abgekürzt Cancer Biol. Ther., ist eine wissenschaftliche Fachzeitschrift, die vom Landes Bioscience-Verlag veröffentlicht wird. Die Zeitschrift erscheint mit 24 Ausgaben im Jahr. Es werden Arbeiten veröffentlicht, die sich mit der molekularen Basis der Krebserkrankung beschäftigen.
Der Impact Factor lag im Jahr 2016 bei 3,294. Nach der Statistik des ISI Web of Knowledge wird das Journal mit diesem Impact Factor in der Kategorie Onkologie an 92. Stelle von 217 Zeitschriften geführt.